# 慢地震
慢地震（英語：Slow Earthquake），是一種特殊的地震類型，其作用時間將持續數小時甚至數個月，在這段期間斷層將會緩慢且溫和的發生滑動，以釋放地底能量，而非像是典型地震一般在短時間內錯動。
慢地震的最初是在一次長時間觀測的經驗中發現 ，現今，大多數慢地震似乎伴隨著液體流動和輕微的震動 ，而人們也可以透過地震儀定位出正在發生慢地震的震源出來。言下之意指出，雖然慢地震比典型的地震更「安靜」，但不至於完全靜音到無法被監測出。
此外，慢地震也和典型的地震一樣，有機會引起海嘯，且擁有摧毀一個城市的能力。

## 原因

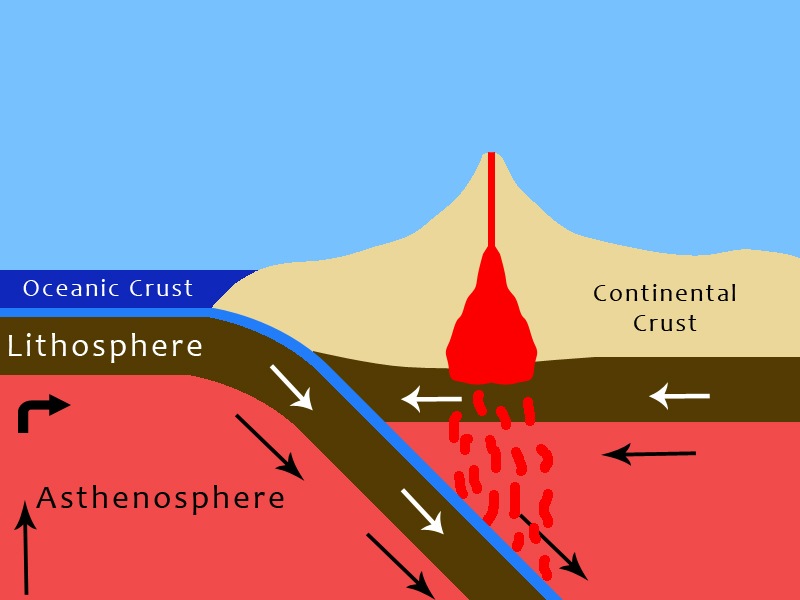
俯衝帶的常見橫截面

地震是由於某一區域的應力逐漸增加而發生的，一旦達到岩石所能承受的最大應力，就會發生破裂，所產生的地震運動與系統剪切應力的下降有關。當系統發生破裂時，地震會產生地震波，地震波由不同類型的波組成，這些波能夠像水面上的漣漪一樣穿過地球。導致慢地震的原因僅在理論上通過縱向剪切裂縫的形成進行了研究，並使用數學模型進行了分析。